# X-Men: Pierwsza klasa
X-Men: Pierwsza klasa (oryg. X-Men: First Class) – amerykański fantastycznonaukowy film akcji z 2011 roku na podstawie serii komiksów o grupie superbohaterów o tej samej nazwie wydawnictwa Marvel Comics. Za reżyserię filmu odpowiadał Matthew Vaughn na podstawie scenariusza napisanego razem z Ashleyem Millerem, Zackiem Stentzem i Jane Goldman. W rolach głównych wystąpili: James McAvoy, Michael Fassbender, Rose Byrne, January Jones, Oliver Platt i Kevin Bacon.
Charles Xavier i Erik Lensherr poznają się w 1962 roku podczas kryzysu kubańskiego i próbują powstrzymać „Hellfire Club”, którym dowodzi Sebastian Shaw, który chce przejąć władzę nad światem.
Światowa premiera Pierwszej klasy miała miejsce 25 maja 2011 roku w Nowym Jorku. W Polsce film zadebiutował 3 czerwca tego samego roku. Film zarobił ponad 350 milionów dolarów przy budżecie 160 milionów i otrzymał przeważnie pozytywne oceny od krytyków. Pierwsza klasa jest piątą produkcją wchodzącą w skład franczyzy uniwersum filmowego osadzonego w świecie X-Men i prequelem trzech pierwszych filmów z tejże franczyzy. Ukazały się trzy kontynuacje filmu: X-Men: Przeszłość, która nadejdzie z 2014, X-Men: Apocalypse z 2016 i X-Men: Mroczna Phoenix z 2019 roku.

## Streszczenie fabuły
W 1944 w obozie zagłady nazistowski naukowiec Klaus Schmidt jest świadkiem, jak młody więzień Erik Lehnsherr wygina umysłem metalową bramę, kiedy zabierany jest od rodziców. Schmidt nakazuje Lehnsherrowi przesunąć monetę na biurku, a kiedy Erik nie wykonuje polecenia, zabija matkę chłopca. Z żalu i wściekłości moc Lehnsherra manifestuje się, zabijając dwóch strażników i niszcząc pokój. W tym czasie w rezydencji w hrabstwie Westchester w stanie Nowy Jork młody Charles Xavier ze zdolnością telepatii spotyka w swoim domu zmiennokształtną dziewczynę o imieniu Raven, której naturalna postać ma niebieską, łuszczącą się skórę. Ciesząc się, że spotkał kogoś „innego”, podobnego do niego, zaprasza ją, aby zamieszkała z jego rodziną jako jego przybrana siostra.
W 1962 roku Lehnsherr, który został łowcą nazistów, stara się odnaleźć Schmidta w celu dokonania na nim zemsty; tymczasem Xavier jest absolwentem Uniwersytetu Oksfordzkiego. W Las Vegas agentka CIA Moira MacTaggert podąża za pułkownikiem armii amerykańskiej Hendrym do Hellfire Club, gdzie dostrzega Schmidta znanego obecnie jako Sebastian Shaw razem z telepatką Emmą Frost, posiadającym umiejętność teleportacji Azazelem i Riptidem, który potrafi wytwarzać cyklony. Pod groźbą Shawa, Hendry zostaje teleportowany przez Azazela do Pentagonu, gdzie opowiada się za rozmieszczeniem rakiet nuklearnych w Turcji. Shaw, który też okazuje się mutantem, zabija Hendry’ego, uwalniając energię, którą wcześniej wchłonął z eksplodującego granatu.
MacTaggert spotyka się w siedzibie CIA z Xavierem i Raven, aby uzyskać informacje o mutantach. Tam przekonuje swojego szefa McCone’a, że mutanci istnieją, a Shaw jest zagrożeniem. Mutanci zostają zaproszeni do tajnego obiektu „Division X”. MacTaggert i Xavier odnajdują Shawa w momencie, gdy Lehnsherr atakuje go na jachcie. Xavier ratuje Lehnsherra przed utonięciem, a Shaw ucieka w łodzi podwodnej. Xavier zaprowadza Lehnsherra do Division X, gdzie spotykają młodego naukowca Hanka McCoya, mutanta z chwytnymi stopami, który uważa, że DNA Raven może stanowić „lekarstwo” na ich wygląd. Xavier używa urządzenia Cerebro, stworzonego przez McCoya do lokalizacji mutantów, aby odnaleźć rekrutów potrzebnych do pokonania Shawa. Xavier i Lehnsherr rekrutują striptizerkę Angel Salvadore, taksówkarza Armando Muñoza, więźnia wojskowego Alexa Summersa i zarozumiałego włóczęgę Seana Cassidy’ego.
Frost spotyka się z sowieckim generałem i używa swoich telepatycznych mocy, aby udawać, że uprawia z nim seks. Xavier i Lehnsherr pojmują Frost i dowiadują się, że Shaw zamierza rozpocząć wojnę nuklearną między Stanami Zjednoczonymi a Związkiem Radzieckim, której celem jest przyspieszenie i wywołanie globalnej mutacji oraz doprowadzenie do wyginięcia rasy ludzkiej. Azazel, Riptide i Shaw atakują Division X, zabijając wszystkich oprócz mutantów, których Shaw zaprasza, aby przyłączyli się do niego. Salvadore akceptuje zaproszenie, a Summers i Muñoz kontratakują. Wtedy Shaw zabija Muñoza. W Moskwie Shaw zmusza generała do zainstalowania rakiet na Kubie przez Związek Radziecki. Nosząc hełm, który blokuje telepatię, Shaw podąża za radziecką flotą w łodzi podwodnej, aby upewnić się, że pociski przełamią amerykańską blokadę.
Raven uważa, że McCoy jest atrakcyjny w swojej naturalnej postaci i prosi go, aby nie stosował lekarstwa. Kiedy później próbuje uwieść Lehnsherra i przybiera postaci różnych kobiet, Lehnsherr mówi jej, że jest piękna w swojej zmutowanej postaci. McCoy używa lekarstwa na sobie, ale działa ono odwrotnie, nadaje mu ono niebieskie, lwie futro. Mutanci i MacTaggert wyruszają odrzutowcem do linii blokady, gdzie Xavier używa telepatii, aby wpłynąć na radzieckiego marynarza, by ten zniszczył statek z rakietami, a Lehnsherr wykorzystuje swoją moc, aby wyłowić łódź podwodną Shawa z wody i stawia ją na brzegu. Podczas bitwy Lehnsherr zdejmuje hełm Shawa, pozwalając Xavierowi go unieruchomić. Lehnsherr przyznaje Shawowi, że podziela jego pogląd na mutantów i ludzi, ale aby pomścić swoją matkę, zabija Shawa pomimo sprzeciwu Xaviera.
W strachu przed mutantami obie floty zaczynają strzelać w nich pociskami, które Lehnsherr zatrzymuje i zawraca w trakcie lotu. MacTaggert próbuje powstrzymać Lehnsherra, strzelając do niego, ale ten odbija kule, z których jedna trafia w dolną część kręgosłupa Xaviera. Lehnsherr rusza, by pomóc Xavierowi i rozproszony pozwala pociskom wpaść do oceanu. Lehnsherr rozstaje się z Xavierem z powodu ich odmiennych poglądów na temat relacji między mutantami a ludźmi. Później Xavier i jego mutanci przybywają do jego posiadłości, w której Xavier zamierza otworzyć szkołę. MacTaggert obiecuje, że nigdy nie ujawni lokalizacji szkoły i całuje Xaviera. Podczas pocałunku Xavier wymazuje jej wspomnienia o spotkaniu z nim oraz o całym konflikcie, aby zapewnić sobie i jej bezpieczeństwo. Lehnsherr, teraz w hełmie Shawa, uwalnia Frost z więzienia i razem z Ravenem oraz członkami Hellfire Club nazywa ich „Bractwem”, a sam przedstawia się jako „Magneto”.

## Obsada
- James McAvoy jako Charles Xavier / Profesor X, mutant, który posiada zdolność telepatii, pacyfista[3]. Laurence Belcher zagrał Charlesa jako dziecko[4].
- Michael Fassbender jako Erik Lensherr / Magneto, mutant posiadający umiejętność manipulowania polem magnetycznym oraz metalem[5]. Bill Milner zagrał Erika jako dziecko[6].
- Rose Byrne jako Moira MacTaggert, agentka CIA, która zaprzyjaźnia się z Xavierem i Lensherrem[7].
- January Jones jako Emma Frost, mutantka posiadająca zdolność telepatii i umiejętność zmiany swojego ciała w diament. Należy do Hellfire Club[6].
- Oliver Platt jako mężczyzna w czerni, agent CIA pracujący w Dywizji X, która współpracuje X-Menami[8].
- Kevin Bacon jako Sebastian Shaw, zmutowany były nazistowski naukowiec, który wcześniej nazywał się Klaus Schmidt. Został liderem Hellfire Club, grupy nastawionej na przejęcie władzy nad światem. Ma moc pochłaniania i przekierowywania energii[9].
- Jennifer Lawrence jako Raven Darkholme / Mystique, mutantka posiadająca zdolność zmiany swojego wyglądu[10]. Rebecca Romijn, która zagrała Mystique w oryginalnej trylogii pojawiła się w roli cameo jako dojrzała Raven[11]. Morgan Lily zagrała ją jako dziecko[12].
- Nicholas Hoult jako Henry „Hank” McCoy / Beast, mutant pokryty futrem, mający chwytne stopy i nadludzkie zdolności fizyczne[13].

W filmie ponadto wystąpili: Jason Flemyng jako Azazel, mutant posiadający zdolność teleportacji, należący do Hellfire Club; Lucas Till jako Alex Summers / Havok, mutant, który ma zdolność pochłaniania energii i wyładowywania jej w postaci wybuchów; Edi Gathegi jako Armando Muñoz / Darwin, mutant ze zdolnością „reaktywnej ewolucji”; Caleb Landry Jones jako Sean Cassidy / Banshee, mutant zdolny do emitowania fal dźwiękowych używanych na różne sposoby, w tym jako środek lotu; Zoë Kravitz jako Angel Salvadore, mutantka ze skrzydłami ważki i kwasową śliną; Álex González jako Janos Quested / Riptide, mutant ze zdolnością tworzenia potężnych trąb powietrznych z rąk i ciała należący do Hellfire Club; Glenn Morshower jako Robert Hendry, amerykański generał; Matt Craven jako McCone, dyrektor CIA; Rade Šerbedžija jako rosyjski generał oraz Don Creech jako William Stryker Sr., agent CIA. W roli cameo pojawił się Hugh Jackman jako James „Logan” Howlett / Wolverine.

## Produkcja

### Rozwój projektu

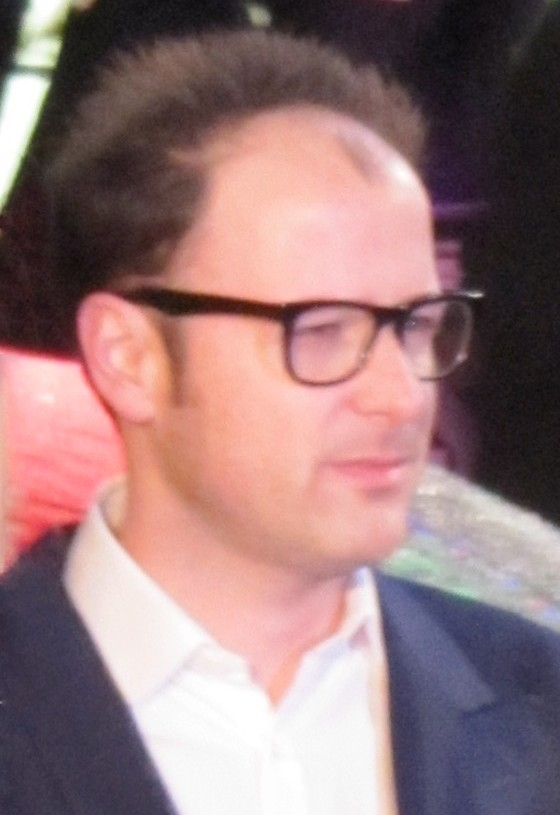
Matthew Vaughn, reżyser filmu

W 2008 roku 20th Century Fox zatrudniło Josha Schwartza do napisania scenariusza filmu X-Men: Pierwsza klasa, któremu zaproponowano także stanowisko reżysera, jednak ten odmówił. W grudniu 2009 roku poinformowano, że stanowisko reżysera objął Bryan Singer. Producentami zostali Lauren Shuler Donner i Simon Kinberg, a Jamie Moss został poproszony o pracę nad scenariuszem. Ostatecznie jednak scenariuszem zajęli się Ashley Edward Miller i Zack Stentz.
W marcu 2010 roku Singer zrezygnował ze stanowiska reżysera na rzecz filmu Jack pogromca olbrzymów, ale został jednym z producentów. W maju stanowisko to objął Matthew Vaughn, a amerykańska data premiery została wyznaczona na 3 czerwca 2011 roku. Vaughn również zajął się poprawą scenariusza wspólnie z Jane Goldman.

### Casting
Pod koniec maja 2010 roku James McAvoy został obsadzony jako Charles Xavier. W czerwcu poinformowano, że Michael Fassbender zagra Erika Lensherra / Magneto, a Caleb Landry Jones pojawi się jako Banshee. W lipcu ujawniono, że Kevin Bacon prowadzi rozmowy dotyczące zagrania roli antagonisty w filmie, a do obsady dołączyli: Lucas Till jako Havok, Nicholas Hoult jako Beast, Jennifer Lawrence jako Mystique i Edi Gathegi jako Darwin. W tym samym miesiącu potwierdzono udział Bacona i pojawiły się doniesienia, że zagra on Sebastiana Shawa.
W następnym miesiącu do obsady dołączyli: Rose Byrne jako Moira MacTaggert, Jason Flemyng jako Azazel, Zoë Kravitz jako Angel Salvadore, January Jones jako Emma Frost oraz Oliver Platt. Ujawniono wtedy, że Bill Milner i Morgan Lily zagrają Erika i Mystique jako dzieci, a we wrześniu ogłoszono, że Laurence Belcher pojawi się jako młody Charles. Poinformowano też, że Álex González zagra Riptide’a.

### Zdjęcia i postprodukcja
Zdjęcia do filmu rozpoczęły się pod koniec września 2010 roku Oksfordzie w Wielkiej Brytanii. Później produkcja przeniosła się do Pinewood Studios pod Londynem, a w październiku – do Georgii w Stanach Zjednoczonych. Zrealizowano wtedy zdjęcia między innymi na wyspie Jekyll w okolicy Savannah. Englefield House w hrabstwie Berkshire posłużył jako Instytut Xaviera, a wnętrza rezydencji zaaranżowano w taki sposób, by przypominała budynek z poprzednich filmów serii. Somerset House w Londynie odgrywały wnętrza banku w Genewie. Wnętrza Australia House w Londynie posłużyły jako Kreml. Natomiast w West Wycombe House w West Wycombe w hrabstwie Buckinghamshire nakręcono scenę, w której Emma Frost była przesłuchiwana. Produkcję zrealizowano również w Villa La Angostura w argentyńskiej prowincji Neuquén. Prace na planie zakończyły się w lutym 2011 roku. Za zdjęcia odpowiadał John Mathieson, scenografią zajął się Chris Seagers, a kostiumy zaprojektowała Sammy Sheldon.
Montażem zajęli się Lee Smith i Eddie Hamilton. Efekty specjalne przygotowały studia: Weta Digital, Rhythm and Hues Studios, Digital Domain, Moving Picture Company, Cinesite, Luma Pictures, a odpowiadali za nie Guy Williams, Greg Steele, Jay Barton, Nicolas Aithadi i Matt Johnson.

## Muzyka
Henry Jackman został zatrudniony do skomponowania muzyki do filmu. Album X-Men: First Class (Original Motion Picture Soundtrack) z muzyką Jackmana został wydany 28 czerwca 2011 roku przez Sony Masterworks.
| X-Men: First Class (Original Motion Picture Soundtrack) – 2011 | X-Men: First Class (Original Motion Picture Soundtrack) – 2011 | X-Men: First Class (Original Motion Picture Soundtrack) – 2011 | X-Men: First Class (Original Motion Picture Soundtrack) – 2011 |
| Nr                                                             | Tytuł utworu                                                   | Autor                                                          | Długość                                                        |
| -------------------------------------------------------------- | -------------------------------------------------------------- | -------------------------------------------------------------- | -------------------------------------------------------------- |
| 1.                                                             | „First Class”                                                  | H. Jackman                                                     | 3:20                                                           |
| 2.                                                             | „Pain and Anger”                                               | H. Jackman                                                     | 2:58                                                           |
| 3.                                                             | „Would You Date Me?”                                           | H. Jackman                                                     | 1:44                                                           |
| 4.                                                             | „Not That Sort of Bank”                                        | H. Jackman                                                     | 3:27                                                           |
| 5.                                                             | „Frankenstein’s Monster”                                       | H. Jackman                                                     | 3:03                                                           |
| 6.                                                             | „What Am I Thinking”                                           | H. Jackman                                                     | 2:10                                                           |
| 7.                                                             | „Cerebro”                                                      | H. Jackman                                                     | 2:23                                                           |
| 8.                                                             | „Mobilise for Russia”                                          | H. Jackman                                                     | 1:18                                                           |
| 9.                                                             | „Rise Up to Rule”                                              | H. Jackman                                                     | 5:56                                                           |
| 10.                                                            | „Cold War”                                                     | H. Jackman                                                     | 3:20                                                           |
| 11.                                                            | „X-Training”                                                   | H. Jackman                                                     | 4:27                                                           |
| 12.                                                            | „Rage and Serenity”                                            | H. Jackman                                                     | 2:06                                                           |
| 13.                                                            | „To Beast or Not to Beast”                                     | H. Jackman                                                     | 4:47                                                           |
| 14.                                                            | „True Colors”                                                  | H. Jackman                                                     | 1:51                                                           |
| 15.                                                            | „Let Battle Commence”                                          | H. Jackman                                                     | 4:45                                                           |
| 16.                                                            | „Sub Lift”                                                     | H. Jackman                                                     | 2:19                                                           |
| 17.                                                            | „Coup d’état”                                                  | H. Jackman                                                     | 2:15                                                           |
| 18.                                                            | „Mutant and Proud”                                             | H. Jackman                                                     | 3:28                                                           |
| 19.                                                            | „X-Men”                                                        | H. Jackman                                                     | 2:59                                                           |
| 20.                                                            | „Magneto”                                                      | H. Jackman                                                     | 1:53                                                           |
|                                                                |                                                                |                                                                | 1:00:29                                                        |

## Wydanie
Światowa premiera miała miejsce 25 maja 2011 roku w Nowym Jorku, podczas której pojawili się obsada i twórcy filmu oraz zaproszeni goście. Film zadebiutował dla szerszej publiczności 1 czerwca tego samego roku między innymi w Wielkiej Brytanii i Francji, natomiast w Stanach Zjednoczonych i w Polsce pojawił się 3 czerwca.

## Odbiór

### Box Office
Film, mając budżet wynoszący 160 milionów, zarobił ponad 350 milionów, z czego prawie 147 milionów w Stanach Zjednoczonych i Kanadzie. Podczas weekendu otwarcia w Ameryce zarobił 55 milionów.

### Krytyka w mediach
Film otrzymał przeważnie pozytywne oceny od krytyków. W serwisie Rotten Tomatoes 86% z 294 recenzji uznano za pozytywne, a średnia ocen wystawionych na ich podstawie wyniosła 7,37/10. Na portalu Metacritic średnia ważona ocen z 38 recenzji wyniosła 65 punktów na 100. Natomiast według serwisu CinemaScore, zajmującego się mierzeniem atrakcyjności filmów w Stanach Zjednoczonych, publiczność przyznała mu ocenę B+ w skali od F do A+.
Todd McCarthy z „The Hollywood Reporter” stwierdził, że „Vaughn imponująco utrzymuje przejrzystość narracji i dramatyczne napięcie [...] oraz aranżuje chaos z godną pochwały spójnością, które to zadanie ułatwia nacierająca, burzliwa muzyka Henry’ego Jackmana”. Justin Chang z „Variety” napisał, że film „jest piorunujący, elegancki i niezwykle spójny”, natomiast „efekty wizualne zaprojektowane przez Johna Dykstrę są płynnie i pomysłowo zintegrowane”. Frank Lovece z „Film Journal International” stwierdził: „inteligentny scenariusz z wielowarstwowym motywem, który [...] nigdy nie traci z oczu swojej podstawy opowieści i sprawia, że każda emocjonalna motywacja jest spójna, często szokująco poważnie i bez ogródek. To nie jest film dla dzieci”.
Marcin Pietrzyk z portalu Filmweb napisał: „Nigdy nie przypuszczałem, że doczekam chwili, w której film o zmutowanych superbohaterach dostanie Oscara. Po obejrzeniu X-Men: Pierwsza klasa dochodzę do wniosku, że ten czas jest już bliski. 20th Century Fox powinno ozłocić Matthew Vaughna i Bryana Singera. Żaden film na podstawie komiksów Marvela nie był tak dobry”. Joanna Moreno z Onetu stwierdziła: „Pomimo konfliktu zbrojeń, mnogości mutantów, ich zdolności, motywacji, celów, udało się nakręcić wciągające, dynamicznie rozpędzające się i zabawne dzieło. Jest w tym filmie coś ze starych Bondów – brytyjski humor, wyraziste postaci, polityczna intryga, bunt jednostki. Po prostu, kapitalne, wielowymiarowe kino”.

### Nagrody i nominacje
| Rok  | Ceremonia                                   | Kategoria                                  | Nominowani                                                                                  | Rezultat  | Przypis |
| ---- | ------------------------------------------- | ------------------------------------------ | ------------------------------------------------------------------------------------------- | --------- | ------- |
| 2011 | Teen Choice Awards                          | Ulubiony film fantasy / science-fiction    | X-Men: Pierwsza klasa                                                                       | Nominacja | [ 47 ]  |
| 2011 | Teen Choice Awards                          | Filmowy przełomowy żeński występ aktorski  | Zoë Kravitz                                                                                 | Nominacja | [ 47 ]  |
| 2011 | Teen Choice Awards                          | Filmowy przełomowy żeński występ aktorski  | Jennifer Lawrence                                                                           | Nominacja | [ 47 ]  |
| 2011 | Teen Choice Awards                          | Ulubiony czarny charakter                  | Kevin Bacon                                                                                 | Nominacja | [ 47 ]  |
| 2011 | Teen Choice Awards                          | Ulubiona chemia filmowa                    | Lucas Till, Jennifer Lawrence, Nicholas Hoult, Zoë Kravitz, Caleb Landry Jones, Edi Gathegi | Nominacja | [ 47 ]  |
| 2011 | Scream Awards                               | Ultimate Scream                            | X-Men: Pierwsza klasa                                                                       | Nominacja | [ 48 ]  |
| 2011 | Scream Awards                               | Najlepszy film fantasy                     | X-Men: Pierwsza klasa                                                                       | Wygrana   | [ 48 ]  |
| 2011 | Scream Awards                               | Najlepszy Scream-Play                      | X-Men: Pierwsza klasa                                                                       | Nominacja | [ 48 ]  |
| 2011 | Scream Awards                               | Najlepsza aktorka w filmie fantasy         | Jennifer Lawrence                                                                           | Nominacja | [ 48 ]  |
| 2011 | Scream Awards                               | Najlepszy aktor w filmie science-fiction   | James McAvoy                                                                                | Nominacja | [ 48 ]  |
| 2011 | Scream Awards                               | Najlepszy aktor w filmie science-fiction   | Michael Fassbender                                                                          | Nominacja | [ 48 ]  |
| 2011 | Scream Awards                               | Najlepszy złoczyńca                        | Kevin Bacon                                                                                 | Nominacja | [ 48 ]  |
| 2011 | Scream Awards                               | Najlepszy superbohater                     | James McAvoy                                                                                | Nominacja | [ 48 ]  |
| 2011 | Scream Awards                               | Przełomowy występ aktorki                  | Zoë Kravitz                                                                                 | Nominacja | [ 48 ]  |
| 2011 | Scream Awards                               | Przełomowy występ aktorki                  | Michael Fassbender                                                                          | Nominacja | [ 48 ]  |
| 2011 | Scream Awards                               | Najlepsze cameo                            | Hugh Jackman                                                                                | Wygrana   | [ 48 ]  |
| 2011 | Scream Awards                               | Ulubiona obsada filmowa                    | X-Men: Pierwsza klasa                                                                       | Nominacja | [ 48 ]  |
| 2011 | Scream Awards                               | Najlepszy film na podstawie komiksu        | X-Men: Pierwsza klasa                                                                       | Nominacja | [ 48 ]  |
| 2011 | Golden Schmoes Awards                       | Ulubiony film                              | X-Men: Pierwsza klasa                                                                       | Nominacja | [ 49 ]  |
| 2011 | Golden Schmoes Awards                       | Najlepszy film science-fiction             | X-Men: Pierwsza klasa                                                                       | Wygrana   | [ 49 ]  |
| 2011 | Golden Schmoes Awards                       | Największa niespodzianka                   | X-Men: Pierwsza klasa                                                                       | Nominacja | [ 49 ]  |
| 2011 | Golden Schmoes Awards                       | Przełomowy występ aktorki                  | Michael Fassbender                                                                          | Wygrana   | [ 49 ]  |
| 2011 | Golden Schmoes Awards                       | Najlepsze wypowiedziane sekwencja w filmie | X-Men: Pierwsza klasa                                                                       | Wygrana   | [ 49 ]  |
| 2011 | Golden Schmoes Awards                       | Najfajniejsza postać                       | Michael Fassbender jako Magneto                                                             | Nominacja | [ 49 ]  |
| 2011 | Golden Schmoes Awards                       | Najlepsze wydanie DVD/Blu                  | X-Men: Pierwsza klasa                                                                       | Nominacja | [ 49 ]  |
| 2011 | National Board of Review Awards             | Nagroda Spotlight                          | Michael Fassbender                                                                          | Wygrana   | [ 50 ]  |
| 2011 | Los Angeles Film Critics Association Awards | Najlepszy aktor                            | Michael Fassbender                                                                          | Wygrana   | [ 51 ]  |
| 2012 | People’s Choice Awards                      | Ulubiony film akcji                        | X-Men: Pierwsza klasa                                                                       | Nominacja | [ 52 ]  |
| 2012 | People’s Choice Awards                      | Ulubiony superbohater                      | James McAvoy jako Profesor X                                                                | Nominacja | [ 52 ]  |
| 2012 | People’s Choice Awards                      | Ulubiony superbohater                      | Jennifer Lawrence jako Mystique                                                             | Nominacja | [ 52 ]  |
| 2012 | People’s Choice Awards                      | Ulubiona obsada filmowa                    | X-Men: Pierwsza klasa                                                                       | Nominacja | [ 52 ]  |
| 2012 | Saturn Awards                               | Najlepszy film science-fiction             | X-Men: Pierwsza klasa                                                                       | Nominacja | [ 53 ]  |
| 2012 | Saturn Awards                               | Najlepsza charakteryzacja                  | Dave Elsey, Fran Needham, Conor O’Sullivan                                                  | Wygrana   | [ 53 ]  |
| 2012 | Amerykańska Gildia Aktorów Filmowych        | Najlepszy zespół kaskaderski w filmie      | X-Men: Pierwsza klasa                                                                       | Nominacja | [ 54 ]  |
| 2012 | Amerykańska Gildia Kostiumologów            | Najlepsze kostiumy w filmie fantasy        | Sammy Sheldon                                                                               | Nominacja | [ 55 ]  |
| 2012 | Empire Awards                               | Najlepszy film science-fiction / fantasy   | X-Men: Pierwsza klasa                                                                       | Nominacja | [ 56 ]  |

## Kontynuacje, anulowane projekty i reboot Filmowego Uniwersum Marvela
W marcu 2010 roku poinformowano, że 20th Century Fox planuje rozpocząć filmem X-Men: Pierwsza klasa nową trylogię. Bryan Singer, który wyreżyserował dwa pierwsze filmy franczyzy zajął się ponownie reżyserią na podstawie scenariusza Simona Kinberga. X-Men: Przeszłość, która nadejdzie zadebiutował w 2014 roku. W filmie powróciła obsada zarówno z Pierwszej klasy, jak i z oryginalnej trylogii. Swoje role powtórzyli między innymi: Hugh Jackman, James McAvoy, Michael Fassbender, Jennifer Lawrence, Nicholas Hoult, Halle Berry, Elliot Page, Ian McKellen i Patrick Stewart. Jeszcze w grudniu 2013 roku Singer zapowiedział kontynuację. Ponownie zajął się reżyserią, a scenariusz napisał Kinberg. X-Men: Apocalypse miał premierę w 2016 roku. Swoje role powtórzyli McAvoy, Fassbender, Lawrence, Hoult, Rose Byrne i Lucas Till. Do obsady dołączył Oscar Isaac jako Apocalypse oraz Tye Sheridan, Sophie Turner i Alexandra Shipp jako młodsze wersje Cyclopsa, Jean Grey i Storm.
W maju 2016 roku Kinberg zapowiedział, że 20th Century Fox planuje kolejną trylogię, która tym razem ma się koncentrować na młodych mutantach. W lutym 2017 roku poinformowano, że Kinberg rozpoczął negocjacje ze studiem dotyczące wyreżyserowania kontynuacji na podstawie własnego scenariusza inspirowanego komiksami Dark Phoenix Saga. X-Men: Mroczna Phoenix miała premierę w 2019 roku. W głównych rolach powrócili McAvoy, Fassbender, Lawrence, Hoult, Turner, Sheridan i Shipp. Dołączyła do nich Jessica Chastain jako Vuk.
Studio rozwijało też kilka spin-offów franczyzy filmowej o X-Menach, między innymi Gambit z Channingiem Tatumem w głównej roli, Multiple Man z Jamesem Franco, Kitty Pryde z Elliotem Pagem oraz filmy o Alpha Flight i o Exiles.
W 2019 roku The Walt Disney Company sfinalizował transakcję zakupu 21st Century Fox, wskutek czego wszystkie filmy Foxa związane z franczyzą zostały anulowane, w tym spin-offy i kontynuacje Mrocznej Phoenix, a Marvel Studios przejęło kontrolę nad postaciami. Prezes Disneya, Robert Iger, poinformował, że X-Meni zostaną włączeni do Filmowego Uniwersum Marvela. W lipcu 2019 roku, podczas San Diego Comic-Conu, Kevin Feige zapowiedział, że studio pracuje nad rebootem filmu o mutantach.
W 2020 roku premierę miał ostatni film franczyzy filmowej o X-Menach, samodzielny spin-off, Nowi mutanci.